# Ichoa
Ichoa es una localidad boliviana perteneciente al municipio de Villa Tunari, ubicado en la provincia del Chapare del Departamento de Cochabamba. En cuanto a distancia, Ichoa se encuentra a 261 km de la ciudad de Cochabamba, la capital departamental, y a 98 km de Villa Tunari. La localidad forma parte de la Ruta Nacional 24 de Bolivia.
Según el último censo de 2012 realizado por el Instituto Nacional de Estadística de Bolivia (INE), la localidad cuenta con una población de 505 habitantes y está situada a 337 metros sobre el nivel del mar.

## Demografía

### Población de Ichoa
| Año  | Población | Fuente                  |
| ---- | --------- | ----------------------- |
| 1992 | 100       | Censo boliviano de 1992 |
| 2001 | 345       | Censo boliviano de 2001 |
| 2012 | 505       | Censo boliviano de 2012 |